# نهتاور
نهتاور (به انگلیسی: Nehtaur) یک منطقهٔ مسکونی در هند است که در بخش بیجنور واقع شده‌است. نهتاور ۶۸٬۵۰۰ نفر جمعیت دارد و ۲۸۸ متر بالاتر از سطح دریا واقع شده‌است.